# Melanagromyza bidentis
Melanagromyza bidentis är en tvåvingeart som beskrevs av Spencer 1966. Melanagromyza bidentis ingår i släktet Melanagromyza och familjen minerarflugor. Inga underarter finns listade i Catalogue of Life.